# 665 (tal)
665 är det heltal som följer 664 och följs av 666.

## Matematiska egenskaper
- 665 är ett udda tal.
- 665 är ett sammansatt tal.
- 665 är ett glatt tal.
- 665 är ett Polygontal.
- 665 är ett Sfeniskt tal.

## Inom vetenskapen
- 665 Sabine, en asteroid.